# Sempre rivali
Sempre rivali (Women of All Nations) è una commedia militare americana del 1931 diretta da Raoul Walsh e interpretata da Victor McLaglen, Edmund Lowe, Greta Nissen ed El Brendel. È il secondo di tre sequel del film di Walsh del 1926, Gloria, con McLaglen e Lowe che riprendono i loro ruoli originari.

## Sinossi
Il film si apre alla fine della prima guerra mondiale, con i rivali di una vita, il capitano Jim Flagg e il sergente Harry Quirt, nelle trincee. Dopo la fine della guerra entrambi gli uomini si arruolano nuovamente e il film segue le loro avventure attraverso le Filippine, l'Asia e il Canale di Panama.
Dopo un periodo trascorso in prigione, Flagg riceve il comando di un ufficio di reclutamento a Brooklyn, dove lavora con Olsen, che ha un persistente problema di starnuti, con grande fastidio di Flagg. Quirt nel frattempo è stato messo in congedo. In seguito alla perquisizione di una rivendita abusiva di alcolici, Flagg scopre che a gestirla è proprio Quirt, e lo mette di fronte alla scelta fra arruolarsi nuovamente o essere consegnato alla polizia. Le attività di arruolatore di Flagg avevano riscontrato pochissimo successo fino a quel momento: gli era riuscito di convincere solo la recluta Izzy Kaplan, dopo aver promesso al padre che se ne sarebbe preso cura personalmente.
I tre vengono inviati in Svezia, dove si instaura un triangolo amoroso tra Flagg, Quirt e una ballerina che incontrano in un caffè, di nome Elsa. La situazione si sblocca in seguito all'intervento del fidanzato di Elsa, Olaf, in seguito al quale i tre marines lasciano la Svezia diretti in Nicaragua, con il compito di prestare aiuto nelle azioni di soccorso e recupero dopo che un terremoto ne ha messo in ginocchio la popolazione. Durante le operazioni, Izzy resta ucciso e Flagg estrae dalle macerie un uomo rimasto incastrato, scoprendo che si tratta di Quirt.
La loro missione finale li porta in Medio Oriente, dove trovano Elsa che vive come "favorita" in un harem dopo aver incontrato a Parigi il principe Hassan, che l'ha cooptata con la forza. Quirt, Flagg e Olsen riescono a far uscire Elsa dall'Harem nascondendola in una grossa poltrona imbottita. Mentre discutono su chi finirà con Elsa, sentono lo starnuto di Olsen all'interno della poltrona e capiscono che evidentemente Elsa ha già scelto, con grande dispiacere degli altri due Marines.

## Produzione
Humphrey Bogart fu inizialmente scelto per il ruolo di Stone nel film, ma nel montaggio finale nessuna delle sue scene è arrivata sullo schermo.
Questo fu il secondo sequel del film di Walsh del 1926 What Price Glory, il primo era stato The Cock-Eyed World, sempre di Walsh, uscito nelle sale nel 1929. Un terzo sequel, intitolato Hot Pepper, fu diretto da John Blystone e realizzato nel 1933, con McLaglen e Lowe che riprendevano ancora una volta i loro ruoli.

## Accoglienza
Mordaunt Hall del New York Times scrisse per il film una recensione favorevole.
Nella sua autobiografia, Walsh non ebbe molto di positivo da dire sul film, definendolo "... un fiasco perché non poteva essere nient'altro. Un terzo film con la coppia McLaglen-Lowe era davvero troppo, per il pubblico: lo temevo fin dall'inizio. Avrebbe dovuto intitolarsi La Società delle Nazioni, perché ha fallito altrettanto miseramente. "